# Miloš Forman
Miloš Forman, születési nevén Jan Tomáš Forman (Čáslav, 1932. február 18. – Warren, 2018. április 13.) kétszeres Oscar-díjas csehszlovák, majd amerikai filmrendező, színész és forgatókönyvíró.

## Élete
Fiatalon elárvult, szüleit az auschwitzi koncentrációs táborban ölték meg, a cseh ellenállásban való részvételük miatt. A háború után Poděbradyba járt iskolába, itt volt iskolatársa Václav Havel is. 1951–1956 között filmrendezést tanult a prágai filmművészeti főiskolán. A Varsói Szerződés csehszlovákiai invázióját követően, 1968-ban az Egyesült Államokba emigrált.
A kezdeti nehézségek ellenére új hazájában is rendezni kezdett, első sikerét Ken Kesey Száll a kakukk fészkére regényének filmadaptációjával érte el 1975-ben: a film öt Oscar-díjat kapott, köztük a legjobb rendezésért járót is. Más nagy sikerű filmjei például a Hair és az Amadeus, amely nyolc Oscar-díjat kapott 1984-ben.

## Filmjei

### Rendezőként
- 1960 Laterna magica II
- 1962–1963 Meghallgatás
- 1963 Ha nem lettek volna ezek a zenék
- 1964 Fekete Péter
- 1965 Egy szöszi szerelme
- 1967 Tűz van, babám!
- 1971 Elszakadás
- 1973 Így látták ők (Visions of Eight) (dokumentumfilm, társrendezők: Jim Clark, Icsikava Kon, Jurij Ozerov, Claude Lelouch, Arthur Penn, Michael Pfleghar, John Schlesinger, Mai Zetterling)
- 1975 Száll a kakukk fészkére
- 1979 Hair
- 1981 Ragtime
- 1984 Amadeus
- 1989 Valmont
- 1996 Larry Flynt, a provokátor
- 1998 A kicsi fekete könyv
- 1999 Ember a Holdon
- 2006 Goya kísértetei
- 2011 The Ghost of Munich (A film egy újságírónő történetén keresztül harminc évvel a müncheni egyezmény után megpróbálja kideríteni, hogyan zajlottak le az események.)

### Színészként
- 2003 Decade Under the Influence, A
- 2002 Hollywood Rocks the Movies: The 1970s (TV)
- 2002 Making of 'Amadeus', The (V)
- 2002 Making of 'One Flew Over the Cuckoo's Nest', The (V)
- 2000 Beatles Revolution, The (TV)
- 2000 In the Shadow of Hollywood
- 2000 Man on the Moon: Behind the Moonlight (V)
- 2000 Milos Forman: Kino ist Wahrheit (TV)
- 2000 Ég velünk!
- 2000 Rabín, kněz a krásná blondýna
- 1998 "Cold War"
- 1998 V centru filmu – v teple domova (TV)
- 1997 Cannes… les 400 coups (TV)
- 1996 Who Is Henry Jaglom?
- 1992 Envers du décor: Portrait de Pierre Guffroy, L'
- 1991 Why Havel?
- 1989 New Year's Day
- 1986 Hořkost
- 1985 Statue of Liberty, The
- 1982 Before the Nickelodeon: The Cinema of Edwin S. Porter
- 1981 Chytilová Versus Forman
- 1981 James Cagney: That Yankee Doodle Dandy (TV)
- 1957 Dědeček automobil
- 1954 Stříbrný vítr

### Forgatókönyvíróként
- 1955 Nechte to na mně
- 1957 Štěňata

## Könyvei magyarul
- Jean-Claude Carrière–Miloš Formanː Goya kísértetei; ford. Pacskovszky Zsolt; Ulpius-ház, Bp., 2007
- Miloš Forman–Jan Novákː Fordulatok. Emlékirataim; ford. Juhász Katalin, Juhász László; Kalligram, Pozsony, 2008

## Díjai, elismerései
- Locarnói Arany Vitorla-díj (1964)
- A csehszlovák filmkritikusok díja (1965)
- Klement Gottwald-díj (1967)
- Jussi-díj (1967, 1985)
- Bodil-díj (1967, 1972, 1976)
- A cannes-i fesztivál díja (1971)
- Oscar-díj (1976, 1985)
- Golden Globe-díj (1976, 1985, 1997)
- David di Donatello-díj (1976, 1979, 1985)
- BAFTA-díj (1977)
- César-díj a legjobb külföldi filmnek (1985)
- Amanda-díj (1985)
- Arany Medve (1997)
- Karlovy Vary-i életműdíj (1997)
- Ezüst Medve díj (2000)
- Lumière-díj (2010)